# Boršt (jezero)
Jezero  Boršt  (nem. Forstsee) se nahaja na območju občine Teholica med  krajema Poreče in  Vrba.

## Opis
Boršt se nahaja na grebenu približno 1 km severno od Vrbskega jezera na višini 601 m. S površino 29 hektarjev je precej majhno jezero. Njegova največja globina je 35 metrov, povprečna globina pa 22 metrov. Jezero vsebuje 6,5 milijona kubičnih metrov vode.
Potok, ki je nekoč poganjal mline, danes pa prinaša le še preostalo vodo, se z vzhodnega konca Boršta  strmo spušča do Vrbsko jezero.
Od leta 1925 jezera hidravlično povezuje vodni zbiralnik od iztočnega objekta v Boršt ob njegovi zahodni obali do elektrarne Boršt (nem.  Forstsee) na severni obali Vrbskega jezera. Do leta 1983 so vodo iz Vrbskega jezera poleti prečrpavali tudi v Boršt za potrebe obratovanja akumulacijske elektrarne.
Sicer pa je jezero večinoma neokrnjeno. Jezero je priljubljeno med nudisti. Razen dveh stranišč ni omembe vrednih stavb, Boršt pa se lahko prosto uporablja kot kopališče. Okoli jezera vodi pohodniška pot, na zahodni obali pa je spomeniško zaščiten odsek antične ceste.

## Krožna pohodniška pot Vrbskega jezera
Ob severni obali jezera poteka krožna pohodniška pot, ki vodi iz vasi Gorje v občini Vrba skozi Rimsko sotesko, na njej pa sta tudi žigovna postaja št. 7 in dve razstavni tabli na temo "ribolov" in "vidni sledovi ledenikov iz ledene dobe". Pot zapusti vzhodni konec Boršta prek jezu in vodi navzdol do potoka nem.  Metaubach, kjer je na razstavni tabli opisana nekdanja uporaba hidroelektrarn. Prek vasi Tibiče pot vodi do Sekulče, oba dela občine Teholica. 
- sprehajalna steza ob južni obali
- potek antične ceste ob južni obali

## Ribolov
Sredi 19. stoletja so bile vasi ob Vrbskem jezeru še vedno majhne, precej neznane ribiške vasi. Ribolov v Borštu je bil takrat še vedno zelo produktiven. Danes je jezero postalo revnejše z ribami, vendar so se ohranile pravzaprav vse ribje vrste. Zato je Boršt še danes zelo priljubljeno med ribiči.
Koča ribiškega društva Boršt stoji v središču severne obale. Po kakovosti vode se Boršt ne razlikuje bistveno od Vrbskega jezera. Uradni pregled leta 2008 je pokazal "zelo dobro higieno" in „oligotrofijo“.
Znane vrste rib v Borštu so ščuke, samec, krap in smuč. V jezeru živijo tudi ploščič, zelenika, rdečeoka, linj, ostriž in rak.
Ob Borštu potekajo številne dejavnosti, kot so ribiška tekmovanja za otroke in odrasle.

## Weblinks
- Kelag: Schaukraftwerk Forstsee
- Forstsee (Kärntner Institut für Seenforschung)

Predloga:Navigationsleiste Kärntner Seen